# Alexandre Aleixo
Alexandre Luis Padovan Aleixo (* 27. August 1973 in Ribeirão Preto, São Paulo) ist ein brasilianischer Ornithologe und Evolutionsbiologe. Sein Forschungsschwerpunkt gilt der neotropischen Avifauna.

## Leben
Aleixo ist der Sohn von Luiz Manoel Aleixo und Odila Aparecida Padovan Aleixo. Er absolvierte seine Grund-, Mittel- und Oberschulzeit in Campinas und machte im Dezember 1991 sein Abitur. Im Dezember 1995 erlangte er den Bachelor-Abschluss in Biologie von der Universidade Estadual de Campinas (UNICAMP) und im folgenden Jahr begann er mit einem Master-Studiengang in Ökologie an der gleichen Universität. Seine Masterarbeit war eine Studie über die Auswirkungen der Waldfragmentierung auf lokale Vogelgemeinschaften in der Mata Atlântica in Brasilien, die er im Juli 1997 vorlegte. Im August desselben Jahres zog Aleixo in die Vereinigten Staaten, um sein Doktoratsstudium an der Louisiana State University zu beginnen. Im August 2002 wurde er mit der Dissertation Molecular systematics, phylogeography, and population genetics of Xiphorhynchus (Aves: Dendrocolaptidae) in the Amazon basin unter der Leitung von James V. Remsen und Frederick H. Sheldon zum Ph.D. promoviert. Seit 2003 ist Aleixo wissenschaftlicher Mitarbeiter am Museu Paraense Emílio Goeldi, wo er von 2005 bis 2019 Kurator der ornithologischen Sammlung war. Im selben Jahr wurde er Kurator der ornithologischen Abteilung des Naturkundemuseums der Universität Helsinki (LUOMUS). 
Aleixos Forschungsarbeit umfasst die neotropische molekulare Vogelsystematik und die Biogeographie Amazoniens. Er hat über 170 Artikel und Buchkapitel über die Erhaltung, Verbreitung, Systematik und Taxonomie neotropischer Vögel verfasst. Seit 2011 ist er Vorsitzender des Taxonomie-Unterausschusses des Comitê Brasileiro de Registros Ornitológicos und er ist Mitherausgeber der Vogelzeitschrift Revista Brasileira de Ornitologia, die von der Sociedade Brasileira de Ornitologia (SBO) gefördert wird. Im Rahmen seiner Tätigkeit berät er auch Studenten und Doktoranden an der Universidade Federal do Pará in Belém, wo er Mitglied des Ausschusses für Zoologie ist.
2006 stellte Aleixo mit José Fernando Pacheco die monogenerische Familie Donacobiidae für den Rohrspotter auf. 2010 war er Co-Autor der Erstbeschreibungen zu den Gattungen Certhiasomus (neben R. Terry Chesser, Santiago Claramunt, Robb T. Brumfield und Joel Cracraft) und Pseudasthenes (neben Remsen, Brumfield, Chesser und Claramunt). 2013 war er neben Andrew Whittaker und Bret M. Whitney an der Erstbeschreibung der Unterart Polioptila guianensis attenboroughi des Cayennemückenfängers sowie mit Whitney an der Erstbeschreibung zur Unterart Campylorhamphus probatus cardosoi des Dunkelrücken-Sensenschnabels beteiligt. 2021 gehörte er zu den Erstbeschreibern der beiden Kreischeulenarten Megascops alagoensis und Megascops stangiae aus Brasilien.